# Moscow Death Brigade
Moscow Death Brigade, ros. Московская Бригада Смерти (często jako MDB; ros. МДБ) – rosyjska grupa muzyczna wykonująca połączenie hardcore punk oraz hardcore rap z elementami drum'n'bass, dancehall, techno czy grime. Została założona w 2007 w Moskwie.

## Opis
Grupa znana jest z prezentowania w swojej twórczości postawy antyfaszystowskiej oraz sprzeciwiającej się przejawom rasizmu, seksizmu, bigoterii i innym formom uprzedzeń oraz dyskryminacji. Teksty piosenek są w języku rosyjskim i angielskim. Najczęściej dotyczą brutalności policji, przemocy, propagandy środków masowego przekazu, uprzedzeń społecznych, emigracji, działalności antyfaszystowskiej czy poboru. W swoich teledyskach zespół często pokazuje się wykonując graffiti na pociągach lub budynkach. Grupa postrzega siebie jako kolektyw przyjaciół artystów, w tym grafficiarzy, organizatorów koncertów i aktywistów politycznych. Przy tym, odwołuje się do różnych subkultur, w tym punków, metalowców, skinheadów, hip-hopowców, kiboli itp.

## Członkowie
Członkowie zespołu znani są wyłącznie pod pseudonimami: 
- Boltcutter Vlad – MC
- Ski-Mask G – MC
- Ghettoblaster G-Ruff – MC, DJ

## Dyskografia[8]

### Albumy
- Boltcutter (2018)
- Bad Accent Anthems (2020)

### Minialbumy/EP/Mixtapy
- Hoods Up (2014)
- Here To Stay (razem z What We Feel; 2015)
- United Worldwide (razem z Feine Sahne Fischfilet, Los Fastidios oraz What We Feel; 2015)